# عملات تذكارية من الذهب والفضة باليورو (سلوفاكيا)
العملات التذكارية الذهبية والفضية باليورو في سلوفاكيا هي عملات اليورو الخاصة المسكوكة في دولة سلوفاكيا، والتي تُعد واحدة من الدول الأعضاء في الاتحاد الأوروبي، كما أنها عضو في منطقة اليورو منذ اعتمدت اليورو كعملة رسمية لها في 1 يناير (كانون الثاني) 2009. ويُصدر البنك الوطني السلوفاكي، بالتعاون مع دار سك العملة في كرمنيتسا منذ ذلك الحين إصدارات عادية من عملات اليورو السلوفاكية المخصصة للتداول، كما يُصدر عملات يورو تذكارية من الذهب والفضة. تكون هذه العملات التذكارية الخاصة ذات قيمة قانونية فقط في سلوفاكيا، على عكس الإصدارات العادية لعملات اليورو السلوفاكية، والتي لها قيمة قانونية في جميع دول منطقة اليورو. هذا يعني أن العملات التذكارية المصنوعة من الذهب والفضة في سلوفاكيا لا يمكن استخدامها كعملة قانونية في المعاملات المالية والتجارية في دول أخرى. علاوة على ذلك، ولأن قيمتها السبائكية تتجاوز قيمتها الاسمية بكثير، فإن هذه العملات عادةً ما تكون غير مخصصة للاستخدام كوسيلة دفع على الإطلاق - مع أن ذلك لا يزال ممكنًا. لهذا السبب، تُسمى عادةً عملات هواة الجمع. عادةً ما تُخلّد هذه العملات ذكرى أحداث تاريخية أو تُسلّط الضوء على أحداث جارية ذات أهمية خاصة. وقد سكّت سلوفاكيا اثنتين من هذه العملات في عام 2009، كلاهما مصنوع من الفضة، وبلغت القيمة الاسمية لكل منهما 10 يورو و20 يورو.

## الخلاصة
اعتبارًا من 9 أكتوبر (تشرين الأول) 2008، سُكّت في سلوفاكيا نوعان من العملات التذكارية السلوفاكية خلال عام 2009. ولا ينبغي الخلط بين هذه العملات التذكارية المميزة عالية القيمة والعملات التذكارية من فئة 2 يورو، وهي عملات مخصصة للتداول ولها صفة العملة القانونية في جميع دول منطقة اليورو. ويوضح الجدول التالي عدد عملات اليورو المعدنية التذكارية المسكوكة سنويًا في سلوفاكيا، حيث جُمعت في القسم الأول العملات المعدنية حسب المعدن المستخدم، بينما جُمعت في القسم الثاني العملات المعدنية التذكارية المسكوكة في سلوفاكيا حسب قيمتها الاسمية.
| السنة                                                                     | الإصدارات            | حسب المعدن             | حسب المعدن | حسب المعدن | حسب القيمة الإسمية | حسب القيمة الإسمية | حسب القيمة الإسمية |
| السنة                                                                     | الإصدارات            | ذهب                    | فضة        | أخرى       | €100               | €20                | €10                |
| ------------------------------------------------------------------------- | -------------------- | ---------------------- | ---------- | ---------- | ------------------ | ------------------ | ------------------ |
| 2009                                                                      | 2                    | -                      | 2          | -          | -                  | 1                  | 1                  |
| 2010                                                                      | 4                    | 1                      | 3          | -          | 1                  | 1                  | 2                  |
| 2011                                                                      | 1                    | -                      | 1          | -          | 0                  | 0                  | 1                  |
| المجموع                                                                   | 7                    | 1                      | 5          | 0          | 1                  | 2                  | 4                  |
| \| Coins were minted \| No coins were minted \| Scheduled to be minted \| |                      |                        |            |            |                    |                    |                    |
| Coins were minted                                                         | No coins were minted | Scheduled to be minted |            |            |                    |                    |                    |

## عملات 2009
| front back | إحياء الذكرى السنوية المائة والخمسين لميلاد الفيزيائي والمخترع السلوفاكي أوريل ستودولا | إحياء الذكرى السنوية المائة والخمسين لميلاد الفيزيائي والمخترع السلوفاكي أوريل ستودولا | إحياء الذكرى السنوية المائة والخمسين لميلاد الفيزيائي والمخترع السلوفاكي أوريل ستودولا | إحياء الذكرى السنوية المائة والخمسين لميلاد الفيزيائي والمخترع السلوفاكي أوريل ستودولا |
| front back | المصمم: ميروسلاف روناي، وداليبور شميدت                                                 | المصمم: ميروسلاف روناي، وداليبور شميدت                                                 | دار سك العملة: دار سك العملة في كرمنيتسا                                               | دار سك العملة: دار سك العملة في كرمنيتسا                                               |
| front back | القيمة: 10 يورو                                                                        | السبيكة: Ag 900 (فضة)، CU 100 (نحاس)                                                   | الكمية: 13,300 10.100                                                                  | الجودة:إثبات لامع غير متداول                                                           |
| front back | صادر في: أبريل (نيسان) 2009                                                            | القطر: 34 مـم (1.34 بوصة)                                                              | الوزن: 18 غ (0.63 أونصة؛ 0.58 ozt)                                                     | قيمة الإصدار:-                                                                         |
| يحمل الوجه الأمامي للعملة صورة لمُولِّد توربيني يعود لتلك الفترة، ويعلوه الشعار الوطني لجمهورية سلوفاكيا. كما نُقش اسم الدولة، سلوفينسكو، مُائلًا في الجزء السفلي الأيسر من العملة، ويظهر أسفله تاريخ إصدار العملة عام 2009. ويُمثّل الرقم 10 الذي يظهر أفقيًّا أسفل المولد التوربيني وكلمة يورو المنقوشة بخط مائل على يمينه القيمة الاسمية للعملة، والتي تُساوي عشرة يورو. وعلى حافة العملة نُقشت عبارة "- KONŠTRUKTÉR - VYNÁLEZCA - PEDAGÓG"، والتي تعني في السلوفاكية "مُنشئ، مُخترع، مُربٍّ"، كما تظهر غلامة دار سك النقود في كريمنيتسا بين قالبين على الحافة اليسرى للعملة. وعلى الوجه الخلفي للعملة تظهر صورة أوريل ستودولا في مركز العملة. وعلى يمين الصورة تظهر بوصلتان مفتوحتا الذراعين من أنواع البوصلات التي استُخدمت في الأعمال الفنية التي تعود لتلك الحقبة، وقد وُضع اسم ولقب أوريل ستودولا بالتوازي مع ذراعي البوصلة. وعلى الجانب السفلي الأيسر من العملة، نُقشت سنتا ميلاده ووفاته (1859-1942) بخطين مائلين. ووُضعت الأحرف الأولى من اسم مصمم العملة، ميروسلاف روناي م. ر.، بالقرب من الحافة السفلية للعملة. |                                                                                        |                                                                                        |                                                                                        |                                                                                        |
| |                                                                                        |                                                                                        |                                                                                        |                                                                                        |
| front back | حماية الطبيعة والمناظر الطبيعية – متنزه فيلكا فاترا الوطني                             | حماية الطبيعة والمناظر الطبيعية – متنزه فيلكا فاترا الوطني                             | حماية الطبيعة والمناظر الطبيعية – متنزه فيلكا فاترا الوطني                             | حماية الطبيعة والمناظر الطبيعية – متنزه فيلكا فاترا الوطني                             |
| front back | المصمم: رومان لوغار، وداليبور شميدت                                                    | المصمم: رومان لوغار، وداليبور شميدت                                                    | دار سك العملة: دار سك العملة في كرمنيتسا                                               | دار سك العملة: دار سك العملة في كرمنيتسا                                               |
| front back | القيمة: 20 يورو                                                                        | الجودة:إثبات لامع غير متداول                                                           | الكمية: 12,600 9.900                                                                   | قيمة الإصدار:-                                                                         |
| front back | صادر في: يونيو (حزيران) 2009                                                           | القطر: 40 مـم (1.57 بوصة)                                                              | الوزن: 33 غ (1.16 أونصة؛ 1.06 ozt)                                                     | السبيكة: Ag 925 (فضة)، CU 75 (نحاس)                                                    |
| يحمل الوجه الأمامي للعملة في الوسط منه نقش لزهور بخور مريم، ونبات الجنطيانا، ونبات الطقسوس الشائع، وهي نباتات نموذجية تُمثل النباتات الموجودة في متنزه فيلكا فاترا الوطني، وعلى يمين صورة نبات الجنطيانا نُقشت الحروف الأولى من اسم ولقب مصمم العملة السيد رومان لوغار، ويعلو نقوش هذه النباتات تقشًا يُمثل الشعار الوطني لجمهورية سلوفاكيا. كما نُقش اسم الدولة، سلوفينسكو، مُائلًا في الجزء السفلي الأيسر من العملة، ويظهر أسفله تاريخ إصدار العملة عام 2009. وفيه الوسط من الوجه الخلفي للعملة يظهر رسم لنسر ذهبي مستلقٍ إلى جانب لوحة كرالوفا، ويُمثّل الرقم 20 المنقوش على الحافة العلوية للعملة مع كلمة يورو المنقوشة بخط مائل على يمينه القيمة الاسمية للعملة، والتي تُساوي عشرين يورو. وعلى الحافة السفلية للعملة نُقش اسم حديقة متنزه فيلكا فاترا. |                                                                                        |                                                                                        |                                                                                        |                                                                                        |

## عملات 2010
| | مواقع التراث العالمي المُدرجة ضمن قائمة منظمة اليونسكو في سلوفاكيا - الكنائس الخشبية في الجزء السلوفاكي من منطقة جبال الكاربات |                                          |                                                        |  |
| المصمم: باتريك كوفاتشوفسكي، وداليبور شميدت | المصمم: باتريك كوفاتشوفسكي، وداليبور شميدت                                                                                    | دار سك العملة: دار سك العملة في كرمنيتسا | دار سك العملة: دار سك العملة في كرمنيتسا               |  |
| القيمة: 10 يورو | السبيكة: Ag 900 (فضة)، CU 100 (نحاس)                                                                                          | الكمية: 17,325 9.900                     | الجودة:إثبات لامع غير متداول                           |  |
| صادر في: 15 مارس (آذار) 2010 | القطر: 34 مـم (1.34 بوصة) | الوزن: 18 غ (0.63 أونصة؛ 0.58 ozt)       | قيمة الإصدار: 200 يورو                                 |  |
| يحمل الوجه الأمامي للعملة على اليسار كنيسة القديس نيكولاس في مدينة بودروزال؛ وعلى اليمين كنيسة جميع القديسين في تفردوشين، وفوقها كنيسة هرونسك. بالقرب من الحافة اليمنى للعملة، يوجد الشعار الوطني لجمهورية سلوفاكيا، ويعلوه نقش لكلمة 10 يورو، والتي تمثل القيمة الإسمية للعملة. وفي الجزء السفلي من العملة نُقش اسم دولة سلوفاكيا "سلوفينسكو"، وإلى جانبه حرف "S" منمق يُشير إلى الطريق الذي يربط بين الكنائس الخشبية، وعلى اليسار منه نُقشت علامة برنامج عملات أوروبا المُمثلةً بالنجمة الأوروبية إلى جانب رمز اليورو، على حين نُقش أسفله التاريخ 2010، والذي يُمثل تاريخ إصدار العملة. وعلى يمين العملة تظهر غلامة دار سك العملات في كريمنيتسا بين قالبين، وقد نُقشت إلى جانبها الحروف الأولى من اسم ولقب مصمم العملة السيد باتريك كوفاتشوفسكي الحاصل على وسام القديس باتريك. وعلى حافة العملة نُقشت عبارة "التراث العالمي". وعلى الوجه الخلفي للعملة تظهر على اليمين صورة لكنيسة القديس فرنسيس الأسيزي في هيرفارتوف، وعلى اليسار صورة لكنيسة القديس نيقولاوس في روسكا بيسترا، وقد نُقشت أسفلها عبارة "SVETOVÉ KULTÚRNE DEDIČSTVO" التي تعني "التراث الثقافي العالمي"، ونُقش إلى جانبها حرف "S" منمق يُشير إلى الطريق الذي يربط بين الكنائس الخشبية. وفي الجزء السفلي من العملة نُقشت عبارة "DREVENÉ CHRÁMY" التي تعني "الكنائس الخشبية". | |                                          |                                                        |  |
| | |                                          |                                                        |  |
| | إحياء الذكرى المائة والخمسين لميلاد الأديب والكاتب المسرحي السلوفاكي مارتن كوكوتشين                                           |                                          |                                                        |  |
| المصمم: ميروسلاف روناي، وبيتر فالاش، وداليبور شميدت | المصمم: ميروسلاف روناي، وبيتر فالاش، وداليبور شميدت                                                                           | دار سك العملة: دار سك العملة في كرمنيتسا | دار سك العملة: دار سك العملة في كرمنيتسا               |  |
| القيمة: 10 يورو | الجودة:إثبات لامع غير متداول                                                                                                  | الكمية: 9,300 7.500                      | قيمة الإصدار: 21 يورو إثبات                            |  |
| صادر في: 3 مايو (آيار) 2010 | القطر: 34 مـم (1.34 بوصة) | الوزن: 18 غ (0.63 أونصة؛ 0.58 ozt)       | السبيكة: Ag 900 (فضة)، CU 100 (نحاس)                   |  |
| يحمل الوجه الأمامي للعملة في الوسط منه صورة منظر طبيعي لجزيرة براك، والمنزل القائم على سفح التل، والذي اشتهر في عمل مارتن كوكوتشين المعروف بنفس الاسم، وعلى اليسار منه شجرة زيتون، يكملها في الجزء السفلي أوراق عنب وثمار، وعلى الجانب الأيمن قارب شراعي يظهر على اليمين منه الشعار الوطني لجمهورية سلوفاكيا. وفي منتصف حقل العملة نُقشت عبارة 10 يورو، والتي تُمثّل القيمة الاسمية للعملة، ونُقش أسفلها اسم دولة سلوفاكيا "سلوفينسكو" ونُقش إلى جانبه الرقم 2010 الذي يُمثّل سنة إصدار العملة. وبالقرب من الحافة اليُسرى للعملة نُقشت الأحرف الأولى المنمقة من اسم مصمم الوجه الأمامي للعملة ميروسلاف روناي ويظهر على الوجه الخلفي للعملة رسم يصور الأديب والكاتب المسرحي السلوفاكي مارتن كوكوتشين، وعلى الجانب الأيسر منه طائر وقواق صغير يرمز إلى الاسم المستعار للكاتب، وقد نُقش أسفل هذا الرسم توقيع طبق الأصل للدكتور ماتي بنكور. وبالقرب من الحافة اليمنى للعملة، نُقش اسم ولقب مارتن كوكوتشين، كما نُقش على يسار الرسم تاريخا ميلاده ووفاته: 1860 - 1928. وتظهر أسفل التوقيع مُباشرةً علامة دار سك العملات في كريمنيتسا بين قالبين، وعلى يمينها نُقشت الأحرف الأولى المنمقة من اسم مصمم الوجه الخلفي للعملة السيد بيتر فالاش. | |                                          |                                                        |  |
| | |                                          |                                                        |  |
| | حماية الطبيعة والمناظر الطبيعية - متنزه بولوني الوطني                                                                         |                                          |                                                        |  |
| المصمم: كارول ليكو، وداليبور شميدت | المصمم: كارول ليكو، وداليبور شميدت                                                                                            | دار سك العملة: دار سك العملة في كرمنيتسا | دار سك العملة: دار سك العملة في كرمنيتسا               |  |
| القيمة: 20 يورو | السبيكة: Ag 925 (فضة)، CU 75 (نحاس)                                                                                           | الكمية: 10,350 8.150                     | الجودة:إثبات لامع غير متداول                           |  |
| صادر في: 29 سبتمبر (أيلول) 2010 | القطر: 40 مـم (1.57 بوصة) | الوزن: 33 غ (1.16 أونصة؛ 1.06 ozt)       | قيمة الإصدار: 36 يورو إثبات 31.36 يورو لامع غير متداول |  |
| يحمل الوجه الأمامي للعملة في النصف العلوي منه جزءًا من الزخرفة الطبيعية المميزة لمنتزه بولونيني الوطني، وأسفلها خربق أرجواني. وبالقرب من الحافة العلوية للعملة نُقش اسم دولة سلوفاكيا "سلوفينسكو"، وفي الجزء السُفلي من العملة يظهر الشعار الوطني لجمهورية سلوفاكيا، وقد نُقش على يساره تاريخ 2010، والذي يُمثل تاريخ إصدار العملة. وعلى حافة العملة نٌشت عبارة "حماية الطبيعة والمناظر الطبيعية" ويظهر على الوجه الخلفي للعملة رسمًا يصور ذئبين رماديين مع جزء من شجرة ساقطة، وقد نُقشت بالقرب من الحافة العلوية لهذا الوجه اسم "متنزه بولوني الوطني". وبالقرب من الحافة اليمنى للعملة تظهر غلامة دار سك العملات في كريمنيتسا بين قالبين، وقد نُقش إلى جانبها الأحرف الأولى المنمقة من اسم مُصمم العملة المعدنية السيد كارول ليكو. وعلى يمين الجزء العلوي من العملة نُقشت عبارة "10 يورو" التي تُشير إلى القيمة الإسمية للعملة. | |                                          |                                                        |  |